# Itako, Ibaraki
Itako (japanska: 潮来市?, Itako-shi) är en stad i Ibaraki prefektur i Japan. Staden fick stadsrättigheter 2001.
Staden ligger mellan sjöarna Kasumigaura och Kitaura.